# Sarangarh
Sarangarh var en vasallstat i Brittiska Indien. Sarangarh blev efter självständigheten 1947 del av nya distriktet Raigarh.